# فوئنته ال سل
فوئنته ال سل (به اسپانیایی: Fuente el Sol) یک شهرستان در اسپانیا است که در استان وایادولید واقع شده‌است.